# Brenda Joyce (Schauspielerin)
Brenda Joyce (* 25. Februar 1917 in Excelsior Springs, Missouri; † 4. Juli 2009 in Santa Monica, Kalifornien) war eine US-amerikanische Schauspielerin.

## Leben
Brenda Joyce wurde am 25. Februar 1917, andere Quellen nennen auch als Geburtsjahr 1912 und 1915 als Betty Graffina Leabo geboren, die auch unter ihren Spitznamen „Graftina“ bekannt war. Als Modell und 21-jährige Studentin an der University of California, wurde die 1,63 m große, auffallend blonde Joyce von einem Talentscout entdeckt und von den 20th Century Fox-Studios mit dem Namen „Entdeckung des Jahres 1939“ bedacht. In jenem Jahr bekam sie ihre Traumrolle als „Fern Simons“ in Nacht über Indien (The Rains Came, 1939), einer Adaption des Romans von Louis Bromfield, in dem Myrna Loy, Tyrone Power und George Brent mitwirkten.
Obwohl Joyce in vielen B-Movies der 1940er Jahre spielte, bleibt sie unvergesslich durch ihre Rollen als die unerschrockene „Jane Parker“, die sie fünfmal, unter anderem neben Johnny Weissmüller, in den Tarzan-Filmen spielte. Sie löste Maureen O’Sullivan ab, die diese Rolle sechsmal innehatte.
Zusätzlich zu den „Tarzan“-Filmen, spielte Joyce in den Filmen Little Old New York (1940), Marry the Boss's Daughter (1941), The Postman Didn’t Ring (1942) und The Spider Woman Strikes Back (1946).
Ihre letzte Vorstellung als „Jane“, in Tarzan und das blaue Tal (Tarzan's Magic Fountain, 1949), hatte sie zusammen mit Lex Barker als „Tarzan“. Joyce und Karla Schramm aus der Stummfilmzeit waren die einzigen beiden Schauspielerinnen, die die Rolle der „Jane“ mit zwei verschiedenen „Tarzan“ Darstellern spielten.
Joyce spielte nach 1949 in keinen weiteren Spielfilmen mehr mit. Sie arbeitete ein Jahrzehnt in Washington, D.C. in der Abteilung für Einwanderung und erschien 1971 in zwei Episoden der PBS Kids-Show Mister Rogers’ Neighborhood.

## Privatleben
Verheiratet war sie mit Owen Ward von 1941 bis zu ihrer Scheidung im Jahr 1949. Sie hatte drei Kinder, Pamela Ann, Timothy Owen und Beth Victoria.
Brenda Joyce starb im Alter von 92 Jahren, nachdem sie mehr als ein Jahrzehnt an Demenz litt, in einem Pflegeheim in Santa Monica, Kalifornien.

## Filmografie
- 1939: Nacht über Indien (The Rains Came)
- 1939: Here I Am a Stranger
- 1940: Little Old New York
- 1940: Maryland
- 1940: Public Deb No. 1
- 1941: Marry the Boss's Daughter
- 1941: Private Nurse
- 1942: Little Tokyo, U.S.A.
- 1942: Right to the Heart
- 1942: The Postman Didn’t Ring
- 1942: Whispering Ghosts
- 1943: Thumbs Up
- 1945: I’ll Tell the World
- 1945: Pillow of Death
- 1945: Strange Confession
- 1945: The Enchanted Forest
- 1945: Tarzan und die Amazonen (Tarzan and the Amazons)
- 1946: Danger Woman
- 1946: Zwei Sprengstoffverkäufer (Little Giant)
- 1946: The Spider Woman Strikes Back
- 1946: Tarzan und das Leopardenweib (Tarzan and the Leopard Woman)
- 1947: Stepchild
- 1947: Tarzan wird gejagt (Tarzan and the Huntress)
- 1948: Tarzan in Gefahr (Tarzan and the Mermaids)
- 1948: Shaggy
- 1949: Tarzan und das blaue Tal (Tarzan's Magic Fountain)

Weitere Auftritte: (als sie selbst)
- 1940: Screen Snapshots Series 19, No. 7: Wardrobe Designers
- 1941: Meet the Stars #8: Stars Past and Present
- 1941: Screen Snapshots Series 21, No. 1
- 1943: Show Business at War
- 1948: 10,000 Kids and a Cop
- 1971: Mister Rogers’ Neighborhood